# Амниотомија
Амниотомија је метода вештачке руптуре водењака (амнионске кесе) испуњене амнионском течношћу која окружује фетус и штити плод током трудноће и олакшава му покрете док је у материци.
Када дође време да се  беба роди, амнионска кеса пуца и плодов вода излази из ње. Ово се дешава природно како порођајне контракције напредују. Међутим, коднеких породиља амнионска кеса се не цепа упркос порођају. Због тога,  здравствени радник може препоручити амниотомију да би намерно отворио водењак и омогућио нанставак порођаја (посшто пукнуће амнионске кесе може довести до контракција  материце и помоћи у ширењу грлића материце).

## Индикације
У већини случајева, амниотомиј  се изводи како би се убрзао порођај. У главни индикације спадају:
Убрзавање или изазивање порођаја
Пукнуће водењака може ослободити хормоне који изазивају јаче контракције. Без амортизације амнионске течности,  беба може да се помери дубље у карлицу. што изазива притисак на грлић материце  може изазвати његово даље ширење.
Безбедније надгледање бебе
Амиотомија омогућава акушеру да користи интерни фетални монитор (који директно поставља на главу бебе)  и тако поузданије прати откуцаје срца  бебе.  
Узорковање амнионске течности
Превише меконијума (првог измета ваше бебе) може утицати на здравље  бебе. Провера  амнионске течности на меконијум помаже  лекару да правилно испланира усисавање бебиног носа и уста одмах након порођаја .

## Опрема
Опрема за амниотомију укључује следеће:
- Рукавице за преглед
- Вагинални спекулум и кичмена игла (ако треба да се уради контролисана амниотомија)
- Перфоратор амнионске мембране: Ово може бити удица за амниотомију (крут, пластични уређај са шиљастим врхом на крају глатке кривине, причвршћен за 10-инчну. ручку) или амниотомски лежај за прсте шиљасти пластични врх уграђен у креветац за прсте без латекса.

## Припрема пацијента
Амниотомија се обично изводи са пацијентом који лежи на леђима у порођајном кревету, са савијеним коленима и куковима („жабље ноге“). Такође се може извести са пацијентом у положају литотомије, посебно ако је потребан спекулум.
Када се пацијент постави на лежај, лекар навлаћи стерилне рукавице. Доминантна рука се користи за обављање прегледа грлића материце за процену проширења, брисања положаја и положаја. Пре извођења амниотомије потребно је утврдити да ли се фетални део налази добро прислоњен на грлић материце.

## Техника

### Вештачка руптура амнионске кесе
Када се амниотомија може безбедно извести, перфоратор амнионске мембране се увлачи у родницу. Ако се користи амнионска удица, дршка уређаја се држи једном руком изван вагине, док се 2 прста супротне руке стављају у вагину да воде врх. При томе рреба водити рачуна о заштити мајчиних ткива од перфоратора. Ако се користи амнионски лежај, апарат се ставља на кажипрст или средњи прст руке лекара која врши испитивање.
Када удица стигне до амнионске кесе, врх се кажипрстом или средњим прстом унутрашње шаке гурне ка кесици да би се пробушиле мембране. Удица се затим провлачи кроз мембране спољном руком која држи ручку да би се створила рупа у врећици. Ако се користи амнионски лежај за прсте, шиљасти врх се прстом провлачи кроз мембране да би се створила амниотомија.
Рука за испитивање треба да остане на месту како би се потврдило да није дошло до пролапса пупчане врпце током амниотомије.
Рука се затим уклања из вагине. Природа амнионске течности ( бистра, крвава, обојена меконијумом или гнојна)се документује, а пулс фетуса треба пратити неколико минута након процедуре.

### Приступ неангажованом делу презентације
Ако је потребна амниотомија, али презентовани део није добро захваћен, асистент може применити спољни фундални или супрапубични притисак како би одржао фетус на месту док се плодова вода полако ослобађа. Пре амниотомије, овај притисак треба да се утврди као адекватан да би се осигурало да се глава фетуса усмери на грлић материце.
Када ова техника није изводљива или је покушана безуспешно, може се извршити контролисана амниотомија. У овом случају, пацијента треба одвести у одељење за царски рез и ставити га у положај литотомије. У вагину се поставља спекулум и визуализује се амнионска кеса. Спинална игла се затим користи да се направи један или више малих рупа у врећици, чиме се веома споро ослобађа амнионска течност под директном визуализацијом и омогућава да се део који се налази у њој безбедно спусти у карлицу.

## Супротстављени ставови
Здравствени радници и медицински истраживачи често расправљају о ефикасности амниоцентезе. Док неке студије показују да амниотомија не мора нужно да унапреди порођај у трудноћама ниског ризика и да се преферира природно напредовање порођаја. Међутим друге студије и неки подаци показују да амниотомија може да убрза и олакша порођај.

### Предности амниотомије
Предности амниотомије су:
- Убрзава  се или омогућава напредак порођај спуштањем бебе ближе грлићу материце и повећавају порођајне контракције.
- Олакшавање лекару да пажљивије прати  бебу у потрази за нежељеним реакцијама
- Утврђивање нивои меконијума и одређивање каква је медицинска подршка потребна  беби при порођају.

### Ризици или компликације амниотомије
Нема гаранције да ће амниотомија довести до убрзања порођаја. Компликације амниотомије могу укључивати:
Пролапс пупчане врпце
Пролапс пупчане врпце настаје када пупчана врпца испадне кроз вагину пре  бебе. Ово може прекинути снабдевање бебе кисеоником.
Компресија пупчане врпце
Настаје када се пупчана врпца спљошти под притиском бебе и ограничи доток кисеоника беби.
Порођај царским резом
Код  повећаног ризика  када је беба у задном положају након што је амнионска кеса пукла мора се приступити царском резу.
Инфекција
Без амнионске течности,  беба нема заштиту од инфекција. Ризик од инфекције  бебе се повећава што дуже времена прође између истицања воде и порођаја.
Појачани бол
Неке труднице  осећају интензивније контракције и појачан бол након АТ. Једном када амнионска течност нестане, нема амортиззације између главе бебе и грлића материце.